# Raghuvaran
Raghuvaran, född 10 december 1958 i Kollankod, Kerala, död 19 mars 2008 i Chennai, Tamil Nadu, var en känd indisk skådespelare inom Kollywood. 
Raghuvaran har skådespelat i flera tamil-, telugu- och hindispråkiga filmer. De flesta roller han haft är biroller. Han har också spelat hjälte i några filmer, några filmer som inte gått speciellt bra.
Han blev känd i sin roll i den tamilska såpoperan Oru Manidhanin Kadhai (En mans historia), om en pryd man som blir alkoholist och möter konsekvensernas motgångar.
Raghuvarans första filmroll var i Ezhavathu Manithan 1982.

## Privatliv
Raghuvaran var gift med Rohini och tillsammans hade de en son, Rishi.

## Filmografi (i urval)
- 1982 – Ezhavathu Manithan
- 1990 – Anjali
- 1994 – Kadhalan
- 1995 – Muthu
- 1997 – Ratchagan
- 1997 – Nerrukku Ner
- 1999 – Mudhalvan
- 2000 – Parthen Rasithen
- 2000 – Kandukondain Kandukondain
- 2000 – Mugavari
- 2001 – Majunu
- 2002 – Roja Kootam
- 2002 – Bala
- 2002 – Run
- 2003 – Anjaneya
- 2004 – Jana (film)
- 2004 – Mass
- 2005 – Sachien
- 2006 – Sivappathigaram
- 2007 – Deepavali
- 2007 – Sivaji